# Nacional AC (Fortaleza)
Nacional AC was een Braziliaanse voetbalclub uit Fortaleza, de hoofdstad van de deelstaat Ceará. 

## Geschiedenis
De club werd opgericht in 1942 en heeft niets te maken met Nacional FootBall Club, ook een club uit Fortaleza die intussen niet meer bestaat. In 1950 speelde de club voor het eerst in de hoogste klasse van het Campeonato Cearense. Met uitzondering van de seizoenen 1952 en 1957 speelde de club tot 1966 in de hoogste klasse. In 1967 werd de club ontbonden. 